# Trehörningen (Ringarums socken, Östergötland)
Trehörningen är en sjö i Valdemarsviks kommun i Östergötland och ingår i Söderköpingsåns huvudavrinningsområde. Sjön har en area på 0,0924 kvadratkilometer och ligger 73,6 meter över havet.

## Delavrinningsområde
Trehörningen ingår i det delavrinningsområde (646964-153179) som SMHI kallar för Utloppet av Ken. Medelhöjden är 65 meter över havet och ytan är 27,55 kvadratkilometer. Det finns ett avrinningsområde uppströms, och räknas det in blir den ackumulerade arean 40,49 kvadratkilometer. Fillingerumeån som avvattnar avrinningsområdet har biflödesordning 2, vilket innebär att vattnet flödar genom totalt 2 vattendrag innan det når havet efter 25 kilometer. Avrinningsområdet består mestadels av skog (62 procent) och jordbruk (15 procent). Avrinningsområdet har 3,92 kvadratkilometer vattenytor vilket ger det en sjöprocent på 14,2 procent.